# Leo Boccardi
Leo Boccardi, né le 15 avril 1953 à San Martino in Pensilis en Italie, est un prélat catholique italien et diplomate pour le Saint-Siège entre 1987 et 2001.

## Biographie
Leo naît en 1953 à San Martino in Pensilis en Italie, il est ordonné prêtre par le pape Jean-Paul II le 24 juin 1979 après avoir obtenu une licence de théologie. Il entre en juin 1987 dans le service diplomatique du Vatican. Polyglotte, il parle le français, l’espagnol, l’anglais, l’italien et le latin. Il travail à l’étranger pendant plusieurs années avant de retourner à Rome. Durant cette période, il exerce des fonctions de diplomates en Ouganda (en), en Papouasie-Nouvelle-Guinée (en) et en Belgique (en).
En mars 2001, il est nommé représentant permanent du Saint-Siège auprès de l'Agence internationale de l'énergie atomique, de l'Organisation pour la sécurité et la coopération en Europe et de l’Organisation du traité d'interdiction complète des essais nucléaires, ainsi qu'observateur permanent de l'Office des Nations unies à Vienne. Le 16 janvier 2007, il est nommé nonce apostolique d'Érythrée (en) et du Soudan (en), et archevêque titulaire de Bitettum (de). Il est ordonné comme tel par Tarcisio Bertone. En juin 2013, Boccardi est nommé nonce en Iran (en).
Après la mort de Qassem Soleimani lors d’une frappe aérienne sur Bagdad, il est chargé d’apaiser les tensions par le biais de négociations. Il déclare qu’il faut « croire au dialogue, sachant, comme l'histoire l'a toujours enseigné, que la guerre et les armes » ne résolvent pas les problèmes qui affligent le monde. Le 11 mars 2021, le pape François le nomme nonce apostolique au Japon (en) ; Leo  Boccardi quitte son poste en septembre 2023 et se retire des affaires diplomatiques. Il est nommé membre du dicastère pour l'évangélisation avril 2025.